# Prefectura de Nagasaki
La prefectura de Nagasaki (長崎県 Nagasaki-ken?) es una de las 47 prefecturas de Japón, localizada en el oeste de la gran isla de Kyūshū. La capital de la prefectura es la ciudad homónima de Nagasaki. Es una de las dos únicas ciudades del mundo que han sufrido una bomba atómica.

## Historia
La prefectura de Nagasaki es la unión de las provincias de Hizen, Tsushima e Iki, las cuales han estado más cercana a la influencia de civilizaciones extranjeras por muchos siglos. Influencia por China y Corea, la región alrededor de Hirado fue tradicionalmente un lugar de encuentro para comerciantes y piratas.
En el siglo XVI llegaron misioneros católicos y comerciantes de Portugal y su presencia en Hirado y Nagasaki llegó a ser el mayor centro comercial para los comerciantes extranjeros. La creencia católica de que todos los hombres son iguales, no se adaptaba con la estructura política de Japón y después de ser un reino libre en el periodo Oda Nobunaga, los misioneros fueron obligados a irse paulatinamente, hasta que finalmente en la era Tokugawa el cristianismo fue prohibido bajo la política Sakoku. Después de la prohibición del cristianismo en el periodo Edo, el comercio exterior fue restringido a los comerciantes chinos y alemanes en Nagasaki y Dejima. El Kirishitan (cristianismo japonés, キリシタン) continuó existiendo en la clandestinidad.
Esos kakure Kirishitan (cristianos ocultos 隠れキリシタン) eran obligados a pisar dibujos de la Virgen María y otros santos para probar que no eran cristianos. Con el destierro de los misioneros católicos, los comerciantes de los países católicos fueron obligados a salir del país, llevándose consigo a sus hijos, medio japoneses y medio europeos, que también fueron obligados a dejar el país. La mayoría fue enviada a Jagatara (Yakarta) y todavía es recordado por los lugareños, como la gente que escribía textos conmovedores de como fueron expulsados al mar desde su hogar. Hoy en día, Nagasaki tiene un gran Barrio chino (en el sentido de colonia de personas procedentes de China) e iglesias católicas.
Durante la restauración Meiji, Nagasaki y Sasebo se convirtieron los mayores puertos marítimos de comercio exterior, y también en ellos estuvieron los mayores astilleros militares y las bases de la marina japonesa hasta la Segunda Guerra Mundial. El 9 de agosto de 1945 un bombardero de los Estados Unidos soltó una bomba atómica en Nagasaki. La ciudad fue reconstruida después de la Guerra.

## Geografía

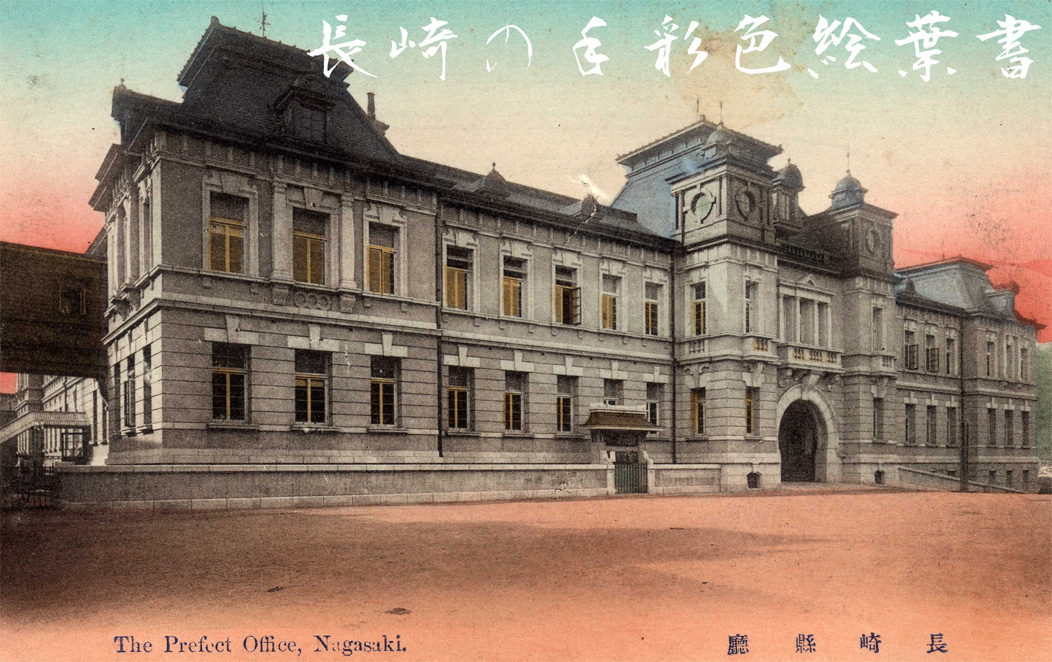
Oficina prefectural de Nagasaki, período Meiji.

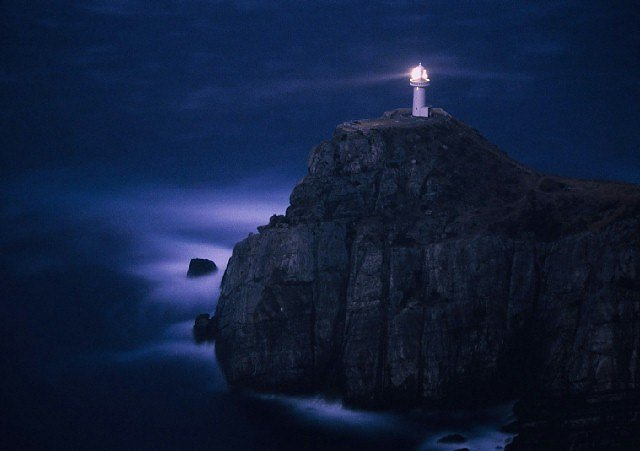
Faro en Osezaki, Gotō.

Nagasaki está al oeste de la prefectura de Saga, y luego está rodeada de agua, incluyendo la bahía de Ariake, el estrecho de Tsushima, la bahía de Ōmura y, en el este, con el mar de China Oriental. También incluye un gran número de islas como Tsushima e Iki. La mayor parte de la prefectura está cerca de la costa y hay un gran número de puertos como el de Nagasaki y la Base naval estadounidense de Sasebo.

### Ciudades
Hay 13 ciudades en la prefectura
| - Goto - Hirado - Iki - Isahaya - Matsuura - Minamishimabara | - Nagasaki (capital) - Omura - Saikai - Sasebo - Shimabara - Tsushima - Unzen |

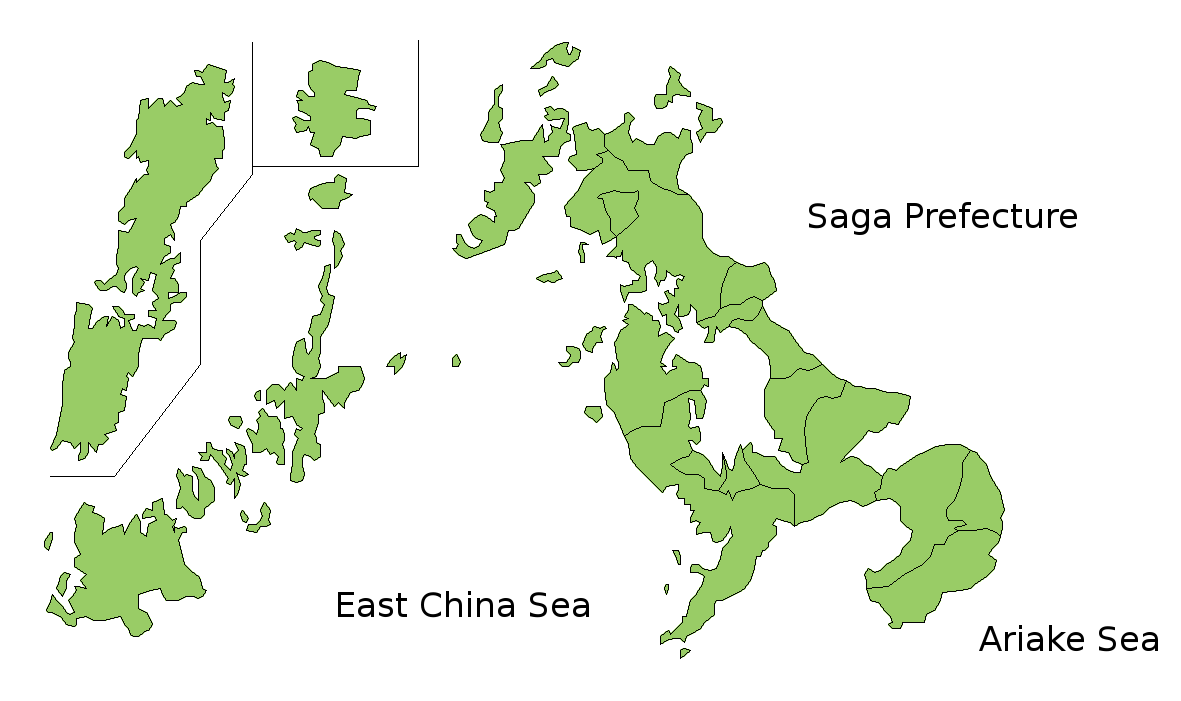
Mapa de la prefectura de Nagasaki.

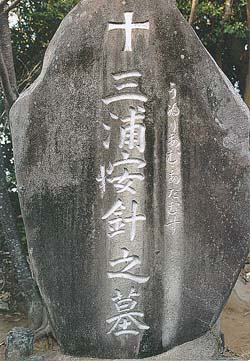
Tumba de William Adams en Hirado.

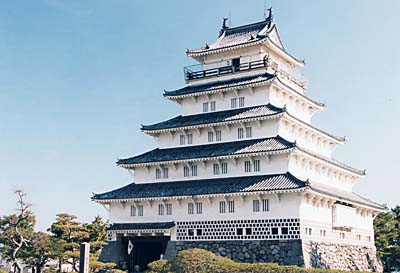
Castillo en Shimabara.

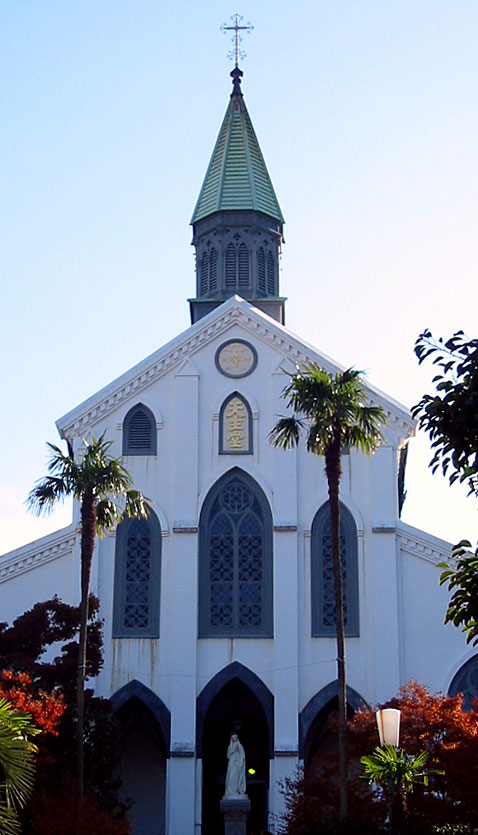
Iglesia de Ōura.

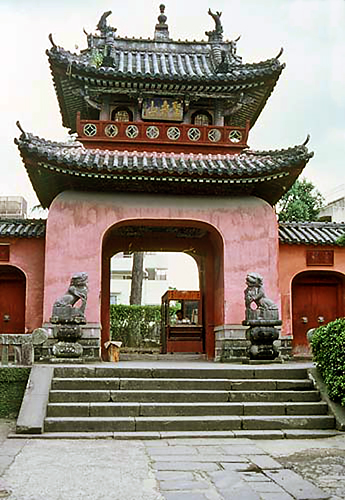
Templo Sōfuku-ji Ōbaku Zen en Nagasaki.

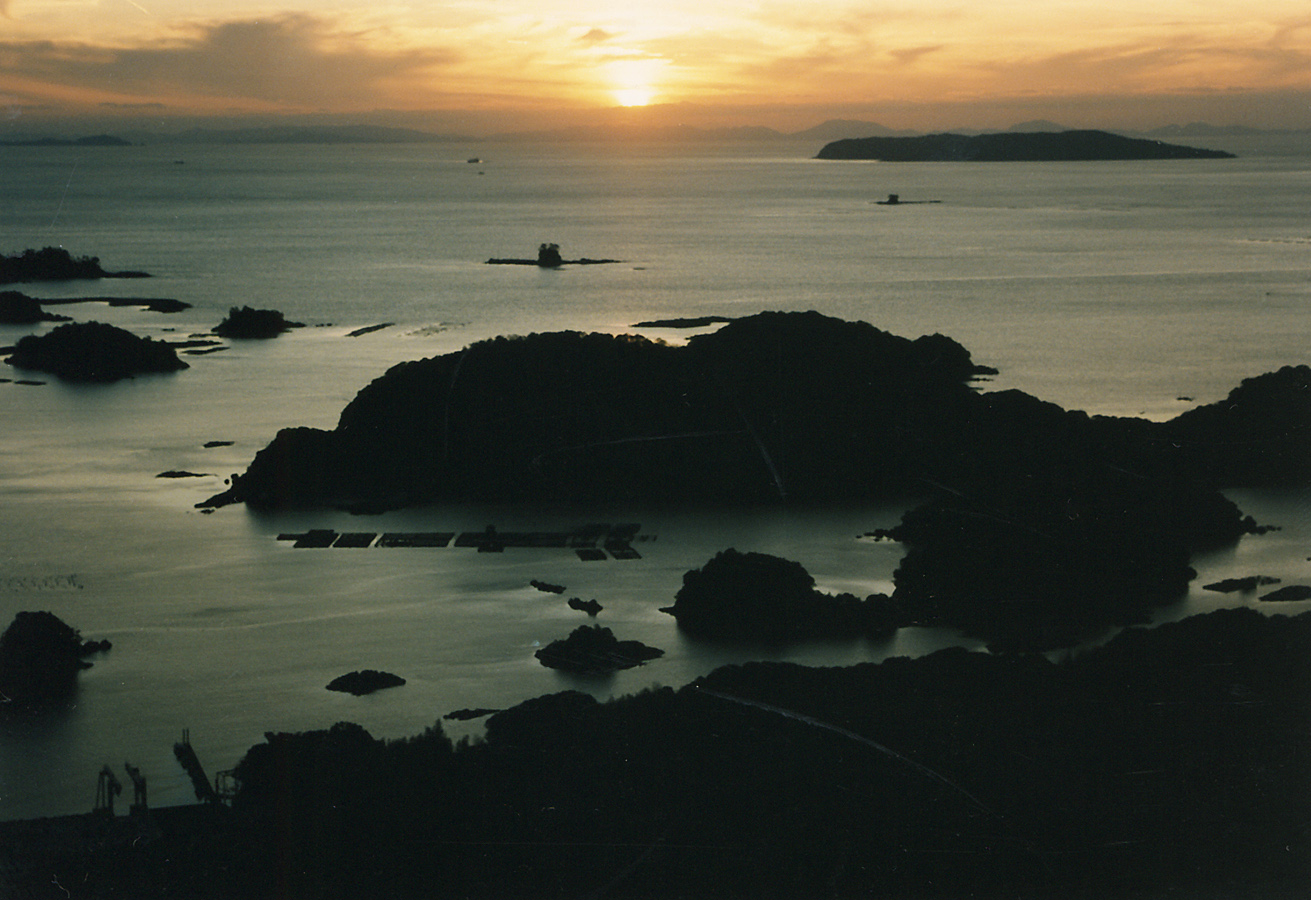
Islas Kujū-ku en Sasebo.

Nagoya pertenecía anteriormente a la prefectura.

### Distritos
| - Higashisonogi - Hasami - Higashisonogi - Higashisonogigun - Kawatana - Iki - Ashibe - Gounoura - Ikigun - Ishida - Katsumoto - Tsushimashi - Kitamatsuura - Emukae - Fukushima - Ikitsuki - Kitamatsuuragun - Kosaza - Ojika - Ooshima - Saza - Sechibaru - Shikamachi - Tabira - Takashima - Uku - Yoshii - Kitatakaki - Iimori - Kitatakakigun - Konagai - Moriyama - Takaki | - Minamimatsuura - Arikawa - Kamigotou - Kishiku - Miiraku - Minamimatsuuragun - Narao - Naru - Shin'uonome - Tamanoura - Tomie - Wakamatsu - Minamitakaki - Aduma - Aino - Ariake - Arie - Chidiwa - Fukae - Futsu - Kadusa - Kitaarima - Kuchinotsu - Kunimi - Minamiarima - Minamikushiyama - Minamitakakigun - Mizuho - Nishiarie - Obama | - Nishisonogi - Ioujima - Kinkai - Kouyagi - Nagayo - Nomozaki - Ooseto - Ooshima - Saikai - Sakito - Sanwa - Seihi - Sotome - Takashima - Tarami - Togitsu |

### Subprefectura
- Tsushima

## Cultura

### Religión
Nagasaki es la segunda área más cristianizada de todo Japón. De acuerdo a un estudio del 2017 había unos 476,4 católicos cada 10 000 habitantes en la prefectura.

## Turismo
- Nagasaki (capital)
  - Iglesia de Ōura (大浦天主堂)
  - Catedral Urakami (浦上天主堂)
  - Santuario de Confucio
  - Glover Garden (グラバー園)
  - Nagasaki Shinchi Chinatown
  - Monte Inasa
  - Kōfuku-ji
  - Sōfuku-ji
  - Santuario Suwa
- Hirado
  - Castillo de Hirado
  - Parque Sakikata
- Sasebo
  - Islas Kujū-ku
  - Huis Ten Bosch (parque de atracciones)
- Saikai
  - Bioparque de Nagasaki
- Península de Shimabara
  - Monte Unzen
  - Castillo de Shimabara

## Transportación

### Ferrocarril y metro
- JR Kyushu
  - Línea principal de Nagasaki
  - Línea de Sasebo
  - Línea de Omura
- Línea de tren de Shimabara
- Línea de tren de Matsuura

### Tranvía
- Nagasaki Electric Tramway

### Autopistas y carreteras de peaje
- Autopista de Nagasaki
- Autopista Oeste de Kyushu
- Carretera Nagasaki Dejima
- Carretera Kawahira
- Carretera de Kunimi
- Carretera de Kawahira

### Carretera Nacional
- Ruta 34
- Ruta 35
- Ruta 57
- Ruta 202
- Ruta 204
- Ruta 205
- Ruta 206
- Ruta 207
- Ruta 251
- Ruta 324
- Ruta 382
- Ruta 383
- Ruta 384
- Ruta 389
- Ruta 444
- Ruta 498
- Ruta 499

### Puerto
- Puerto de Nagasaki
- Puerto de Sasebo
- Puerto de Matsuura
- Puerto de Hirado
- Puerto de Shimabara
- Puerto de Fukue
- Puerto de Izuhara en Tsushima
- Puerto de Gonoura en la isla de Iki

### Aeropuerto
- Aeropuerto de Nagasaki
- Aeropuerto de Fukue
- Aeropuerto de Iki
- Aeropuerto de Tsushima